# تپلیتسه ناد متویی
تپلیتسه ناد متویی (به لاتین: Teplice nad Metují) یک منطقهٔ مسکونی در جمهوری چک است که در ناحیه ناخود واقع شده‌است. تپلیتسه ناد متویی ۱٬۷۱۷ نفر جمعیت دارد.